# Крчмери, Штефан
Штефан Крчмери (словац. Štefan Krčméry; 26 декабря 1892, Мошовце (ныне Жилинского края Словакии) — 17 февраля 1955, Пезинок (ныне Братиславский край) — словацкий поэт, литературный критик, переводчик, редактор, доктор философии. Протестантский священник.

## Биография
Родился в лютеранской семье. С 1907 по 1911 обучался в лютеранском лицее в Братиславе, позже изучал теологию (1911—1915).
Был капелланом, затем оставил проповедничество и работал в качестве литературного критика, журналиста, историка, теоретика и организатора словацких культурных и просветительских мероприятий.
С 1918 по 1919 год был редактором «Národných novín», затем главным редактором «Slovenské pohľady», позже — секретарём Матици словацкой. В 1922-1932 гг. вновь возглавил обновленный журнал «Slovenské pohľady», позже редактировал «Knižnica Slovenských pohľadov», «Slovenský ochotník», "Naše divadl"o, «Včielka» и другие словацкие журналы.
В 1930 в Карловом университете получил степень доктора философии.
В конце жизни страдал психическим заболеванием. Несколько раз лечился с больнице в Мошовце.
Умер в 1955 году. Первоначально был похоронен в Братиславе, затем его прах был перенесен на Народном кладбище в Мартине.

## Творчество
Начал публиковать в 1913 году, сотрудничал с несколькими журналами.
Его наиболее важными литературно-критическими и теоретическими работами являются двухтомная история словацкой литературы: «150 rokov slovenskej literatúry» , в которой описаны все более и менее значительные личности XVIII—XIX вв.
Писал стихи. Занимался переводами.

## Избранная библиография

### Поэзия
- 1920 — Keď sa sloboda rodila
- 1929 — Herbárium
- 1930 — Piesne a balady
- 1932 — Slovo čisté
- 1944 — Pozdrav odmlčaného básnika

### Проза

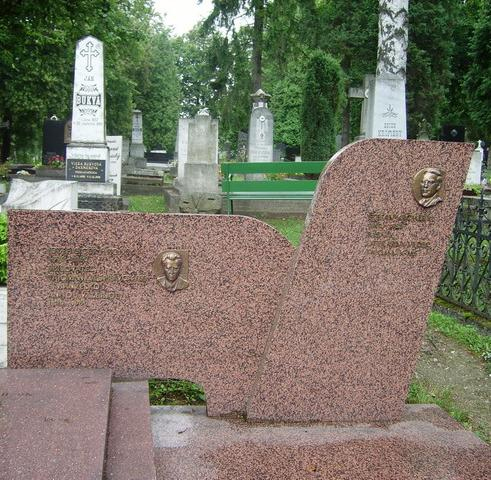
Могила Штефана Крчмери на Народном кладбище в Мартине

- 1932 — Oslobodenie
- 1957 — Zimná legenda
- 1972 — Ty a Ja

### Научные работы
- 1920 — Prehľad dejín slovenskej literatúry a vzdelanosti
- 1927 — Moyses a Kuzmány
- 1928 — Ľudia a knihy
- 1936 — Zo slovenskej hymnológie
- 1943 — Stopäťdesiat rokov slovenskej literatúry
- 1976 — Dejiny literatúry slovenskej

### Антологии и переводы
- 1925 — Anthológia szlovák kőltőkből
- 1925 — Salome
- 1944 — Z cudzích sadov
- 1975 — Estetické reflexie

### Другие работы
- 1922 — Slovensko a jeho život literárny
- 1924 — Literárne snahy slovenské
- 1926 — O možnostiach rozvoja slovenskej literatúry
- 1931 — Prozódia štúrovských básnikov
- 1932 — Melódia vety a prízvuk v slovenčine
- 1935 — Estetika krás prírodných